# 에카테리나 사보
에카테리나 사보(루마니아어: Ecaterina Szabo, 1967년 1월 22일 ~ )는 루마니아의 전직 체조 선수이다. 4개의 금메달과 1개의 은메달로 사보는 1984년 하계 올림픽에서 가장 뛰어난 선수였다. 그 후 그녀는 1987년 세계 체조 선수권 대회에서 그녀의 팀을 세계 타이틀로 이끌었고, 소련과의 경기에서 겨우 3번째로 소련을 제쳤다. 2000년에 사보는 국제 체조 명예의 전당에 헌액되었다.

## 인물 정보

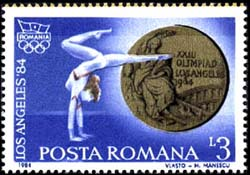
1984년에 루마니아에서 발행된 우표에 그려진 에카테리나 사보

그녀는 1973년에 오네슈티의 체조 경기장에서 마리아 코스마, 미하이 아고스톤 코치와 함께 체조를 시작했다. 나중에 그녀는 마르타 카롤리, 벨라 카롤리와 함께 훈련했다. 1981년에 카롤리스가 미국으로 망명한후, 그녀는 셀타테 데바에서 고레아치 아드리안, 스탄 아드리안, 마리아 코스마의 지도를 받았다.
사보의 첫번째 주요 국제 대회는 1983년 예테보리 유럽 선수권 대회였다. 그녀는 마루 운동과 2단 평행봉에서 금메달을 땄고, 도마에서 은메달을 땄다. 그녀는 개인 종합에서 동메달을 땄다. 그녀는 1983년 세계 선수권 대회 개인 종합에서 올가 모스테파노바와 나탈리아 유르첸코에 이어 3위를 했다.
1980년 모스크바 하계 올림픽의 미국 주도 보이콧에 대응하여 소련, 쿠바, 동독 등 동유럽 국가들과 동맹국 14개국이 1984년 하계 올림픽 참가를 거부했다. 소련 선수단이 없는 상황에서, 사보는 올림픽 우승 후보자로 선정되었다. 사보는 1984년 올림픽에서 4개의 금메달을 땄다.

## 은퇴 이후
사보가 1987년에 현역에서 은퇴한후 부쿠레슈티의 체육 교육 대학교에 다녔다.